# Drgomalj
Drgomalj (1506 m) – góra w Chorwacji, w Gorskim kotarze.

## Opis
Jej najwyższe wierzchołki to: Veliki Drgomalj (1154 m n.p.m.), Mali Drgomalj (1153 m n.p.m.) i Stari Drgomalj (1051 m n.p.m.). Jest położona 5 km na północny zachód od miasta Delnice. Przebiega przez nią dział wód pomiędzy Morzem Adriatyckim a Morzem Czarnym.
Jest zbudowana z dolomitu i wapienia. W większości jest zalesiona.